# Йеккеварри
Йеккеварри (англ. Jiehkkevárri, также Jiekkevarri, Jiekkevarre, Jæggevarre) — гора на границе норвежских муниципалитетов Люнген и Тромсё в губернии Тромс-ог-Финнмарк.
Самая высокая гора в Тромс-ог-Финнмарк, которая занимает второе место среди всех норвежских гор, её высота 1834 метра.
Первыми поднялись на неё британец Джеффри Гастингс и норвежец Элиас Хогреннинг (Elias Hogrenning) в 1899 году. Вершина покрыта льдом, и любое восхождение связано с риском имеющихся трещин. Поэтому для покорения этой вершины  требуется сопровождение опытных альпинистов.
Предпочтителен подъём по крутому северо-восточному кулуару. Весьма опасны ледниковые сераки.